# Мокроольховское сельское поселение
Мокроольхо́вское се́льское поселе́ние — муниципальное образование в составе Котовского района Волгоградской области.
Административный центр — село Мокрая Ольховка.

## История
Мокроольховское сельское поселение образовано 22 декабря 2004 года в соответствии с Законом Волгоградской области № 974-ОД.

## Население
| 2010  | 2012  | 2013  | 2014  | 2015  | 2016  | 2017  |
| ----- | ----- | ----- | ----- | ----- | ----- | ----- |
| 1727  | ↘1627 | ↘1568 | ↘1526 | ↘1514 | ↘1505 | ↘1480 |
| 2018  | 2019  | 2020  | 2021  |       |       |       |
| ↘1441 | ↘1435 | ↘1384 | ↘1383 |       |       |       |

## Состав сельского поселения
| № | Населённый пункт | Тип населённого пункта       | Население |
| - | ---------------- | ---------------------------- | --------- |
| 1 | Крячки           | село                         | 343       |
| 2 | Мокрая Ольховка  | село, административный центр | ↘860      |
| 3 | Неткачево        | село                         | 83        |
| 4 | Перещепное       | село                         | 441       |